# Matilde Bonaparte
Matilde Letícia Guilhermina Bonaparte (em italiano: Matilde Letizia Guglielmina Bonaparte; Trieste, 27 de maio de 1820 — Paris, 2 de janeiro de 1904) foi uma princesa francesa.

## Biografia
Filha de Jerônimo-Napoleão Bonaparte, ex-rei de Vestfália, e de sua segunda esposa Catarina de Württemberg, a princesa Matilde cresceu em Roma e Florença, onde seus pais estavam exilados. Foi noiva de seu primo Luís-Napoleão Bonaparte, futuro Napoleão III.

### Princesa toscano-russa

Brasão de armas de Matilde.

Casou com o conde Anatole Demidoff a 1 de novembro de 1840 em Florença, «príncipe de São Donato», título criado pouco antes do casamento pelo Grão-duque Leopoldo II da Toscânia, um título não reconhecido pela Rússia.
Esse casamento - sem descendentes - nunca foi feliz. Demidoff, fabulosamente rico mas violento, recusa abdicar da sua amante Valentine de Sainte-Aldegonde. Matilde foge para Paris levando jóias que pertenceriam ao seu dote, mas que Jérôme Bonaparte, sempre sem dinheiro, vendera a Demidoff antes do casamento. Apesar disso, Demidoff foi condenado pelo tribunal de São Petersburgo a fornecer a Matilde uma pensão de 200 000 francos por ano e a nunca mais recuperar as jóias. Em 1847 e por decisão pessoal do Czar da Rússia Nicolau I, Demidoff e Matilde foram autorizados a separarem-se.
Matilde instalou-se em Paris em 1846, no fim do reinado de Luís-Filipe, ao lado do seu amante o conde Émilien de Nieuwerkerke, que encontrara alguns anos antes a São Donato. Mas é somente com a ascensão do seu primo à Presidência da República que ela terá um papel de primeiro plano.

### Princesa francesa

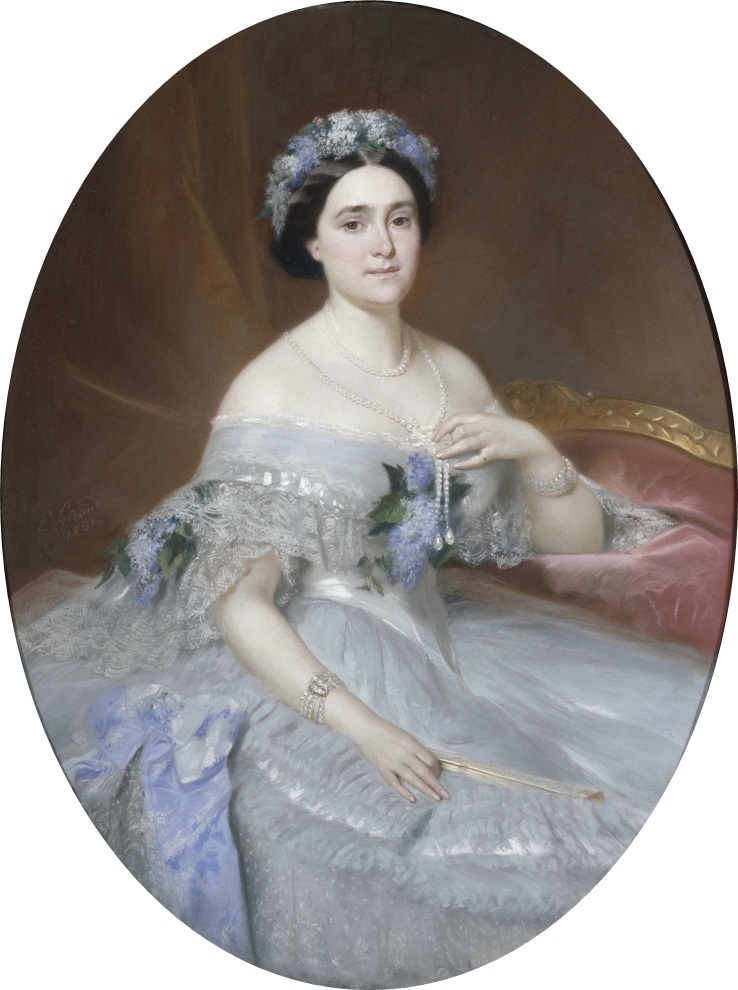
Retrato de Matilde Bonaparte

Sob o Segundo Império e a Terceira República, Matilde tem em Paris um importante salão literário. Ela mesma uma convencida bonapartista - sem Napoleão I, costumava ela dizer, estaria a vender laranjas nas ruas de Ajacio - recebe em sua casa escritores de todas as cores políticas (Paul Bourget, os irmãos Goncourt, Gustave Flaubert, entre outros). Inimiga da etiqueta, « "acolhia todos os visitantes", segundo Abel Hermant, "com uma sem maneira que era o extremo refinamento da condescendência e da boa educação." »
Em 1868, Théophile Gautier, com quem mantinha laços amigáveis, torna-se seu bibliotecário.

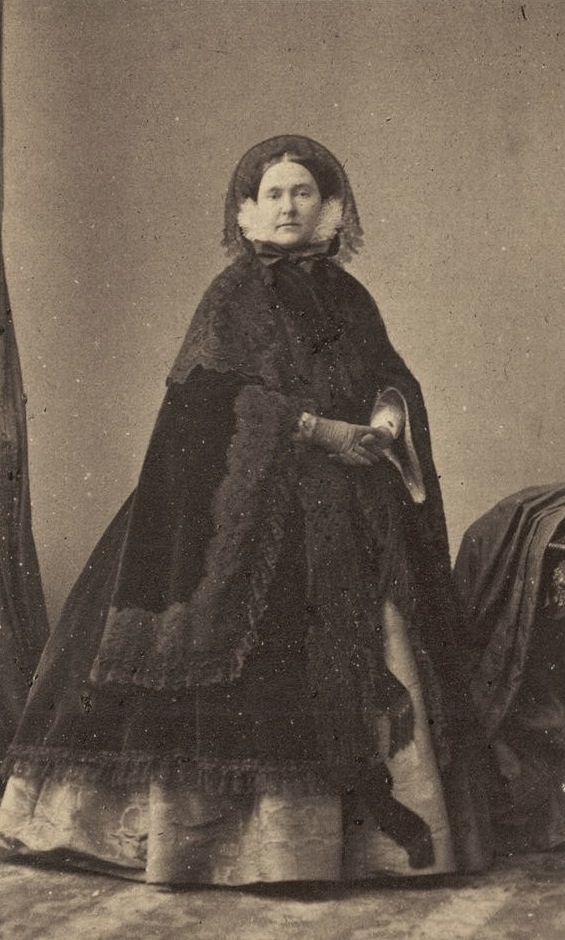
A princesa Matilde

A princesa Matilde agarra-se à manutenção de laços estreitos com a corte da Rússia. Após a morte do seu primeiro marido e a queda do Império em 1870, exila-se por algum tempo na Bélgica, regressando depois à França. Volta a casar com 53 anos, em Dezembro de 1873, com o poeta Claudius Popelin (1825-1892).
Único membro da família Bonaparte em solo francês após o voto da segunda lei do exílio (Junho de 1886), foi convidada pelo ministro Félix Faure, dez anos mais tarde, à cerimónio de acolhimento do casal imperial russo na capela dos Inválidos. A princesa septuagenária, um quarto de século após a queda do império, envia estas palavras ao ministro: esta carta é-me inútil, eu tenho a chave, fazendo saber que se serviria dela para lá ir quando quisesse pelo direito de acesso que lhe pertencia por herança, ou que simplesmente não apareceria à cerimónia. Finalmente  o almirante Duperré remeteu-lhe um convite especial para a capela, onde no 7 de Outubro de 1896 de manhã, só o seu genuflexório a recebeu.
Falecendo em 1904, foi enterrada em Saint-Gratien (Val-d'Oise).

## Residências
Em Paris, a princesa Matilda ocupou:
- de 1849 a 1857: um hotel particular n° 10, rue de Courcelles (que ainda existe);
- de 1857 a 1870: um hotel particular colocado à sua disposição por Napoleão III, nos atuais n°s 22-28, rue de Courcelles (destruído por volta de 1954);
- a partir de 1871: um hotel particular n° 20, rue de Berri (hoje inexistente), próximo dos Campo Elísios. « A sua casa da rue de Berri, com tapetes de peluche e mobilada à moda napoleónica, era hedionda. » (Boni de Castellane).

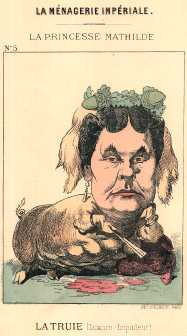
Caricatura (após 1870)

De 1849 a 1853, a Princesa Matilde fica nos verões no Pavilhão de Breteuil em Sèvres. Mais tarde aluga ao marquês de Custine o castelo Catinat em Saint-Gratien (Val-d'Oise), antes de adquirir em 1855  um castelo que ganharia a designação de castelo da princesa Matilda, onde passava o verão na companhia dos seus amigos escritores.

## Retratos
- Retrato por Albert Besnard
- Retrato por Giuseppe Bezzuoli, Ajacio, Museu Fesch
- Busto em mármore, por Jean-Baptiste Carpeaux, 1862, Paris, Museu d'Orsay
- Um exemplar do mesmo (?) em bronze ( "casa Alexandre Dumas" de Port-Marly)
- Retrato por Thomas Couture
- Retrato por Lucien Doucet
- Retrato por Louis Édouard Dubufe
- Retrato por Pierre François Eugène Giraud
- Retrato por Jean Benjamin-Constant: « O seu retrato, por Benjamin Constant, dava-lhe um ar de obreira de teatro à qual só faltava um boné e nós azuis ou rosas. » (Boni de Castellane)
- Retrato por Franz Xaver Winterhalter

## Correspondência
- Le peintre et la princesse: correspondance entre la princesse Mathilde Bonaparte et le peintre Ernest Hébert: 1863-1904 (publicado por Isabelle Julia). Paris: Réunion des Musées Nationaux, coll. « Notes et documents des Musées de France » n°38, 2004. 397 p., 27 cm ISBN 2-7118-4747-0